# Mecz Gwiazd PLKK 2005
Mecz Gwiazd – Lotos Gdynia – Gwiazdy TBL 2005 – towarzyski mecz koszykówki rozegrany 18 grudnia 2005 roku w Gdyni. W spotkaniu wzięły udział zawodniczki mistrza Polski – Lotosu Gdynia oraz gwiazd Torell Basket Ligi.
W spotkaniu zabrakło powołanej do drużyny gwiazd Kary Brown-Braxton z Wisły Kraków. Jej miejsce zajęła klubowa koleżanka – Iva Perovanović.
W przerwie spotkania odbył się konkurs rzutów wolnych z udziałem VIP-ów. Drużyna Lecha Wałęsy, w składzie Paweł Olechnowicz, Wojciech Szczurek i Robert Korzeniowski pokonała 10:7 zespół Kazimierza Marcinkiewicza. Widzowie obejrzeli także występ grupy tanecznej LOTOS Jantar z Elbląga, brązowego medalisty Mistrzostw Świata Formacji Standardowych.
- MVP: Agnieszka Bibrzycka (Lotos)

## Statystyki spotkania
- Trener Lotosu Gdynia: Krzysztof Koziorowicz
- Trener drużyny gwiazd: Tomasz Herkt (Polfa Pabianice), asystent: Dariusz Maciejewski (AZS PWSZ Gorzów Wlkp.)

| Lotos Gdynia – 62                       | Lotos Gdynia – 62                       | Lotos Gdynia – 62                       | 61 – Gwiazdy TBL                        | 61 – Gwiazdy TBL                        | 61 – Gwiazdy TBL                        | 61 – Gwiazdy TBL                        |                                         |
| Wyniki Kwart – 25:22, 14:22, 20:11, 3:6 | Wyniki Kwart – 25:22, 14:22, 20:11, 3:6 | Wyniki Kwart – 25:22, 14:22, 20:11, 3:6 | Wyniki Kwart – 25:22, 14:22, 20:11, 3:6 | Wyniki Kwart – 25:22, 14:22, 20:11, 3:6 | Wyniki Kwart – 25:22, 14:22, 20:11, 3:6 | Wyniki Kwart – 25:22, 14:22, 20:11, 3:6 | Wyniki Kwart – 25:22, 14:22, 20:11, 3:6 |
| Zawodnik                                | Kraj                                    | Pkt                                     | Zawodnik                                | Kraj                                    | Klub                                    | Pkt                                     |                                         |
| --------------------------------------- | --------------------------------------- | --------------------------------------- | --------------------------------------- | --------------------------------------- | --------------------------------------- | --------------------------------------- | --------------------------------------- |
| Agnieszka Bibrzycka                     | Polska                                  | 18                                      | Agnieszka Szott                         | Polska                                  | AZS PWSZ Gorzów Wlkp.                   | 12                                      |                                         |
| Rankica Sarenac                         | /                                       | 15                                      | Anna DeForge                            | Stany Zjednoczone                       | Wisła Can-Pack Kraków                   | 14                                      |                                         |
| Ewelina Kobryn                          | Polska                                  | 12                                      | Agnieszka Pałka                         | Polska                                  | Polfa Pabianice                         | 9                                       |                                         |
| Paulina Pawlak                          | Polska                                  | 8                                       | Olga Pantelejewa                        | Rosja                                   | Polfa Pabianice                         | 7                                       |                                         |
| Gordana Kovačević                       | Serbia                                  | 7                                       | Iva Perovanović                         | Czarnogóra                              | Wisła Kraków                            | 6                                       |                                         |
| Magdalena Leciejewska                   | Polska                                  | 2                                       | Agata Nowacka                           | Polska                                  | CCC Polkowice                           | 6                                       |                                         |
| Aleksandra Chomać                       | Polska                                  | 0                                       | Beata Krupska-Tyszkiewicz               | Polska                                  | Polfa Pabianice                         | 5                                       |                                         |
| Irina Riuchina                          | Rosja                                   | 0                                       | Emilia Lamparska                        | Polska                                  | Polfa Pabianice                         | 2                                       |                                         |
| Karolina Janyga                         | Polska                                  | 0                                       | Edyta Koryzna                           | Polska                                  | CCC Polkowice                           | 0                                       |                                         |
| Daniela Číkošová                        | Słowacja                                | 0                                       | Aleksandra Karpińska                    | Polska                                  | AZS PWSZ Gorzów Wlkp.                   | 0                                       |                                         |
|                                         |                                         |                                         | Elżbieta Trześniewska                   | Polska                                  | CCC Polkowice                           | 0                                       |                                         |
|                                         |                                         |                                         | Justyna Żurowska                        | Polska                                  | AZS PWSZ Gorzów Wlkp.                   | 0                                       |                                         |